# Saimaa-csatorna

A Saimaa-csatorna útvonala

A Saimaa-csatorna (finnül: Saimaan kanava, oroszul: Сайменский канал [Szajmenszkij kanal]) hajózási csatorna Finnországban és Oroszországban, a korábbi Nyugat-Karéliában. A Saimaa tavat köti össze a Balti-tengerhez tartozó Finn-öböllel. A finnországi Lappeenrantától (é. sz. 61,078611°, k. h. 28,273333°61.078611°N 28.273333°E) az oroszországi Viborgig (é. sz. 60,810556°, k. h. 28,736944°60.810556°N 28.736944°E) tart. Útja során átszeli a finn-orosz határt és összeköt három kisebb oroszországi tavat. 1845–1856 között épült a cári Oroszországban, 1856. szeptember 7-én nyitották meg. 1963–1968 között kiszélesítették.
A Finn-tóvidék kb. 120, egymással összeköttetésben lévő tava érhető el a csatorna révén a Balti-tenger felől egészen Kuopio városáig. Élénk teherszállító forgalma van, de utazók, csónakosok és utasszállító szállodahajók is használják.

## Adatok
Hossza 42,9 km, ebből 
- Finnországban van 23,3 km,
- Oroszországban van 19,6 km.

Szélessége 34–55 m között változik.
A Saimaa és a Finn-öböl közötti zsilipekkel áthidalt vízszintkülönbség 75,7 m.
Az áthaladó hajók számára előírt méretkorlátozások:
- maximum 82,0 m hosszúság
- maximum 12,2 m szélesség
- maximum 4,35 m merülés
- maximum 24,5 m toronymagasság

## Zsilipek

Zsilipek a Saimaa-csatornán

A csatornához 8 zsilip tartozik, ebből 3 Finnországban, 5 Oroszországban található.
Finn zsilipek:
- Mälkiä (é. sz. 61° 04′ 15″, k. h. 28° 18′ 14″61.070833°N 28.303889°E)
- Mustola (é. sz. 61° 03′ 45″, k. h. 28° 18′ 59″61.062500°N 28.316389°E)
- Soskua (é. sz. 61° 02′ 23″, k. h. 28° 24′ 02″61.039722°N 28.400556°E)

Orosz zsilipek:
- Pjalli (Пялли, korábban finnül Pälli) (é. sz. 60,907227°, k. h. 28,615179°60.907227°N 28.615179°E)
- Iljisztoje (Илистое, korábban Lietjärvi) (é. sz. 60,893306°, k. h. 28,622904°60.893306°N 28.622904°E)
- Cvetocsnoje (Цветочное, korábban Rättijärvi) é. sz. 60,881817°, k. h. 28,650756°60.881817°N 28.650756°E)
- Iszkrovka (Искровка, korábban Särkijärvi) (é. sz. 60,832155°, k. h. 28,736610°60.832155°N 28.736610°E)
- Brusznyicsnoje (Брусничное, korábban Juustila) (é. sz. 60,810667°, k. h. 28,737316°60.810667°N 28.737316°E)

A Mälkiä-zsilip vízszintemelése a legnagyobb (12,4 m), Cvetocsnoje-zsilipé a legkisebb (5,5 m).

## Képek

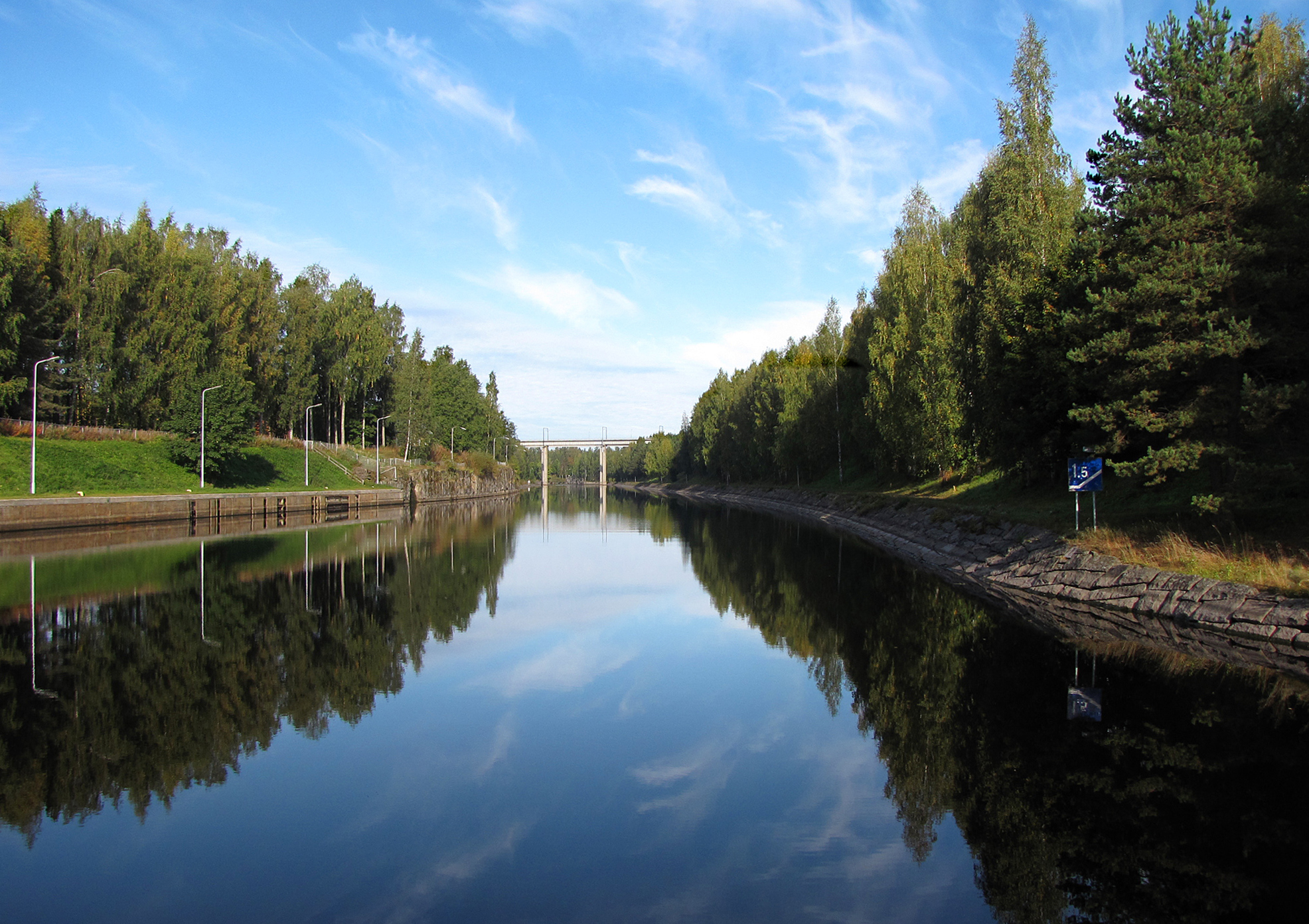
Lappeenrantánál
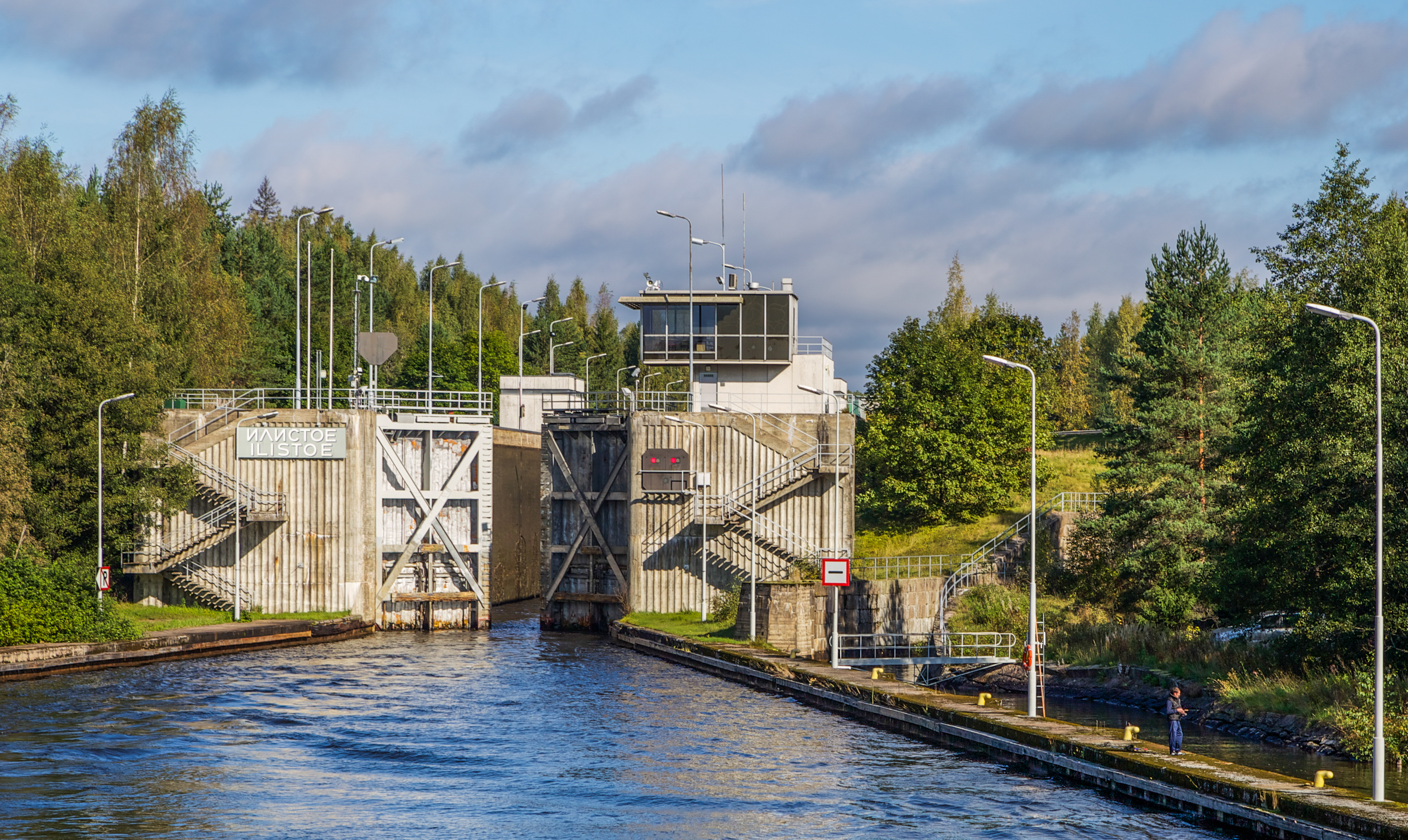
Az Iljisztoje-zsilip
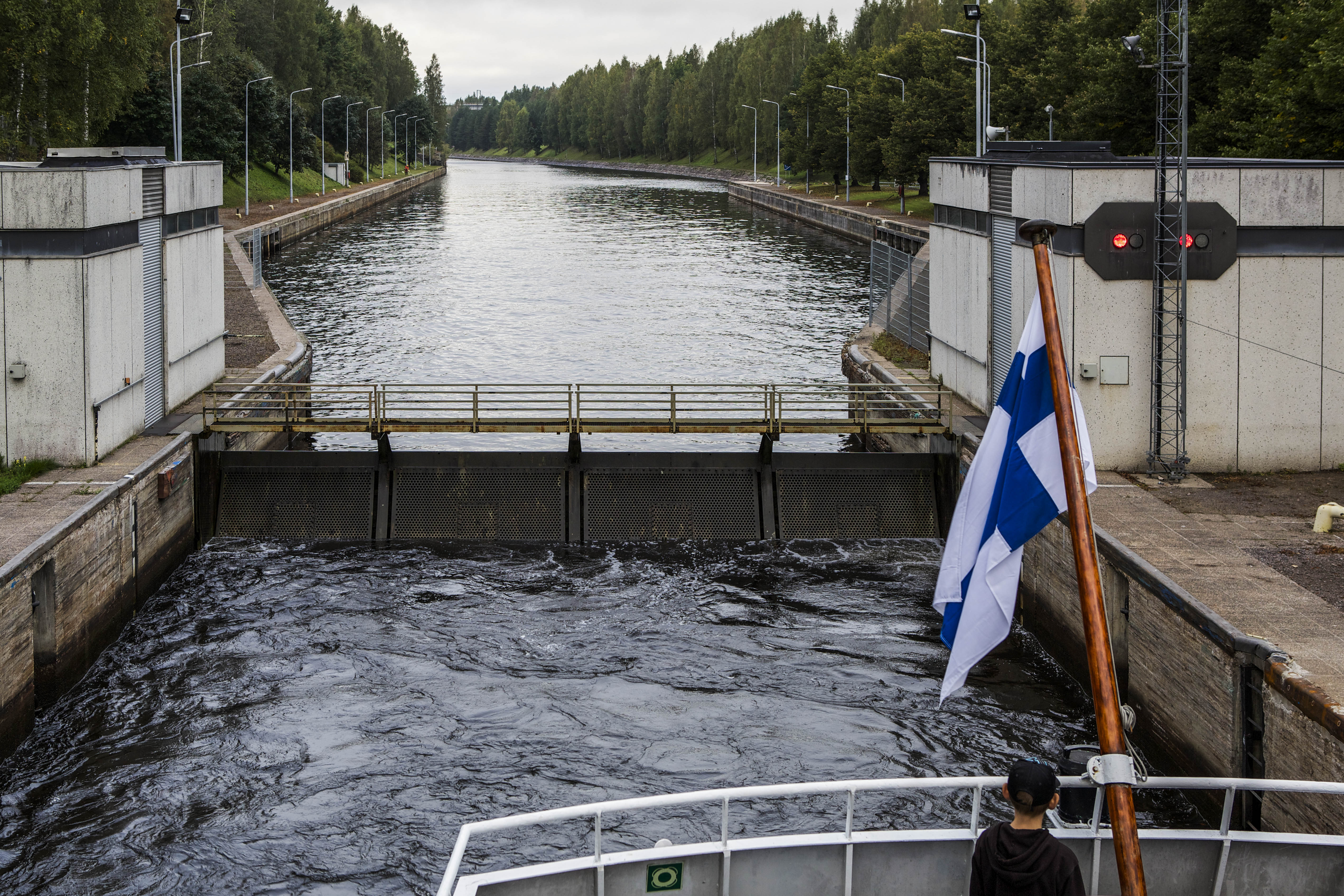
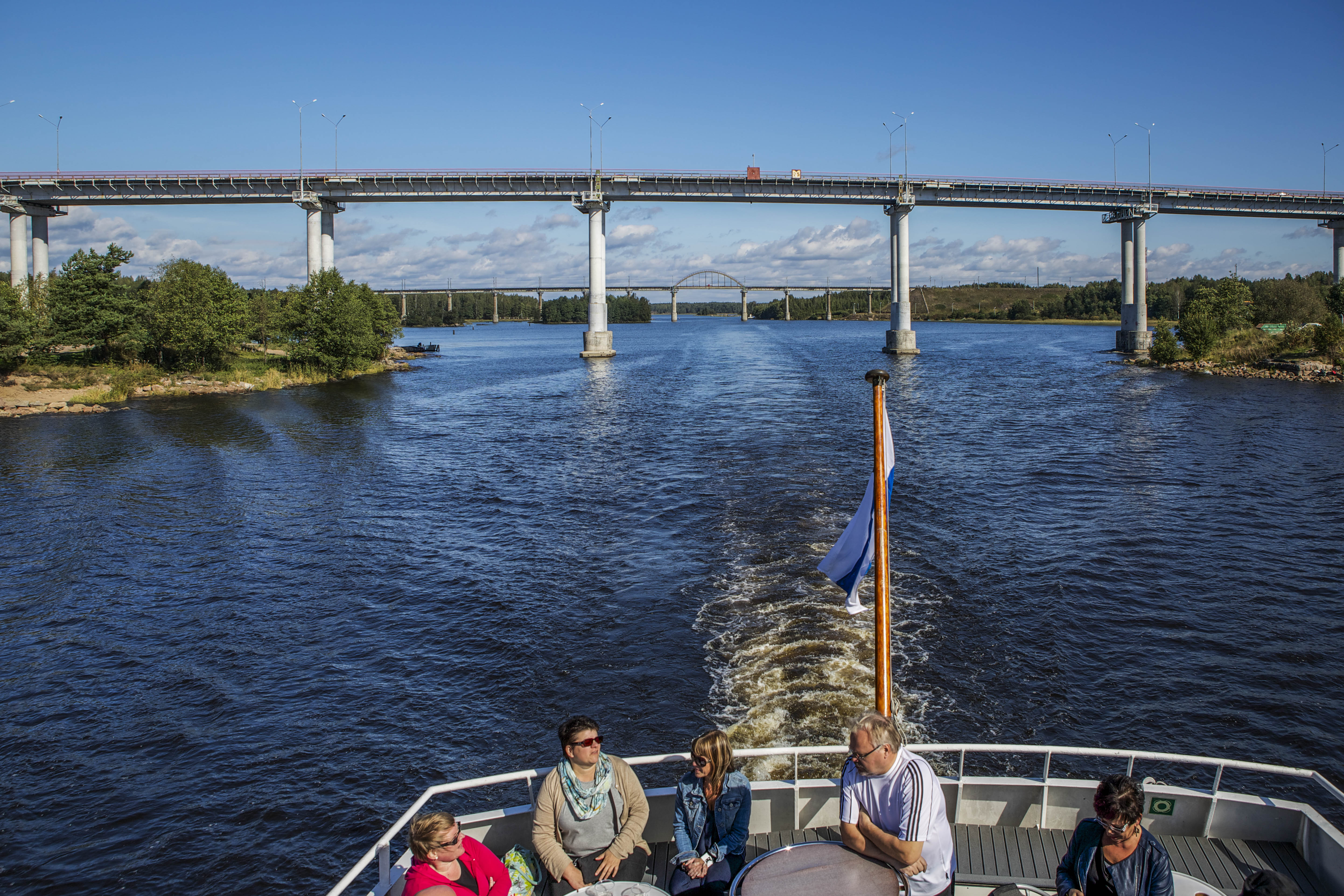
Viborg közelében

## Külső hivatkozások
- Saimaa Canal links two Karelias – A ThisisFINLAND, Finnország Külügyminisztériuma honlapján (angolul)